# Preuß (Patriziergeschlecht)
Preuß, auch Preuss, ist der Name eines Thorner Patrizier- und späteren Adelsgeschlechts.
Das Geschlecht ist von gleichnamigen, jedoch nicht stammverwandten Familien, wie den kursächsischen von Preuß, den pommerschen von Preuß, den schlesischen Preuß, schließlich den preußischen Preuß mit Wappen Leliwa abzugrenzen.

## Geschichte
Lorenz Preuß I. († 1572), nachmals Erbherr auf Kasmannsdorf, kam 1547 nach Thorn und erhielt die Bürgerrechte auf Gewandschnitt. Er war 25 Jahre Ratsherr zu Thorn und erwarb sich Verdienste um das 1568 gegründete Thorner Gymnasium.
Als 1590 die preußischen Stände ihren Landtag hielten, vertraten dort der Bürgermeister Georg am Ende und der Ratsherr Johann Preuß die Stadt Thorn. Auf dem im selben Jahr folgenden Reichstag in Warschau nahmen Heinrich Stroband und Johann Preuß als Gesandte Thorns teil.
Daniel Preuß IV. († 1642) wurde 1630 Ratsherr und bekleidete das Amt des einjährigen Schöppen. Er hinterließ eine Handschrift, welche Beiträge zur Geschichte der Stadt Thorn enthielt. Diese galt jedoch bereits um 1830 als verloren.
Der Thorner Ratsherr Johann Preuß III. († 1629) bekleidete fünfmal das Amt des regierenden Bürgermeisters („Präsident“) und viermal das Amt des königlich polnischen Burggrafen. Johann Preuß V. († 1660), 1634 erstmals Ratsherr, war sechsmal regierender Bürgermeister und zwölfmal Burggraf. Auch war er kulmischer Landschöppe. 1637 war er Gesandter Thorns zum Hochzeitsfest von König Władysław IV. und Erzherzogin Cäcilia Renata von Österreich. Johann Preuß V. bekam 1639 vom polnischen König das Tafelgut Grunau (Gronowo) geschenkt und der König erteilte der Familie 1640 mit Einwilligung der Stände auf dem Warschauer Reichstag ein Adelsdiplom.
Der zum Geschlecht gehörige Botaniker Paul Preuß kam 1861 in der Stadt Thorn zur Welt, die damals in der preußischen Provinz Westpreußen lag und etwa 13.500 Einwohner hatte.

## Wappen
Das Wappen derer Preuß zu Thorn ist etwas abweichend vom polnischen Gemeinschaftswappen „Prus II“, das wiederum auch in einer Variante vom altadeligen Geschlecht Preuss in Masuren, auf Marienfelde, geführt wurde.
Es zeigt auf rotem Grund zwei ab- und mit den Schneiden einwärts gekehrte silberne Sensenklingen, überhöht von einem goldenen Tatzenkreuz. Auf dem gekrönten Helm mit rot-silbernen Helmdecken drei Straußenfedern (rot, silbern, rot).